# Giresun (provins)

Karta över Turkiet med Giresun markerat.

Giresun är en provins i den nordöstra delen av Turkiet. Den har totalt 499 087 invånare (1990) och en areal på 6 934 km². Provinshuvudstad är Giresun.